# Manifestazione aerea

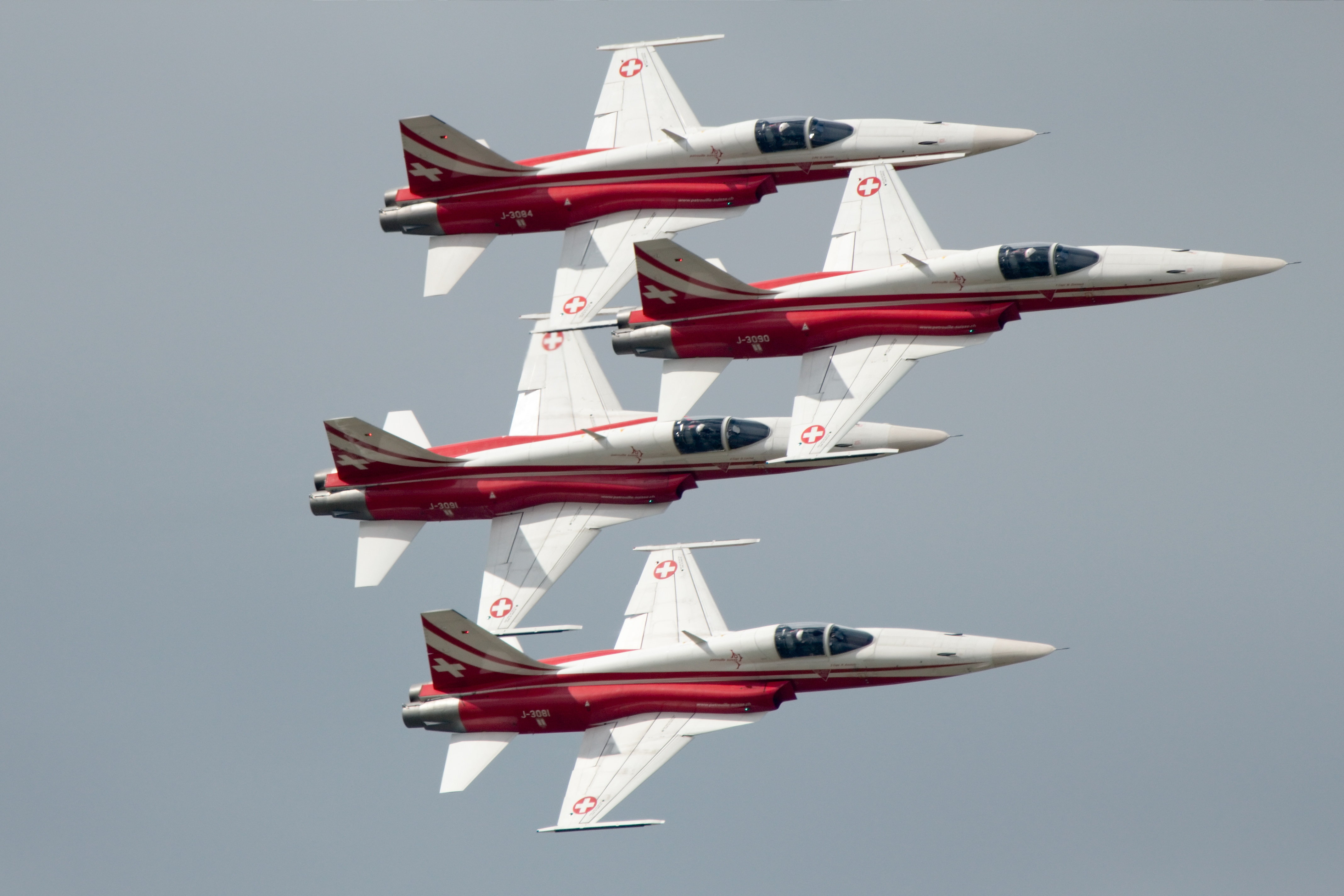
La Patrouille Suisse mentre si esibisce in formazione serrata durante una manifestazione aerea collegata alla Mostra aeronautica di Berlino

Una manifestazione aerea (detta anche: festa dell'aria; aeroraduno, avioraduno; giornata azzurra; giornata dell'ala; giornata dell'aria) è un evento a scopo propagandistico, sportivo e turistico che permette al grande pubblico (appassionati di volo e neofiti) di scoprire e far conoscere il mondo dell'aviazione, sia con mostre statiche di velivoli o modelli, sia con esibizioni in volo di pattuglie acrobatiche e di velivoli solisti.

## Storia

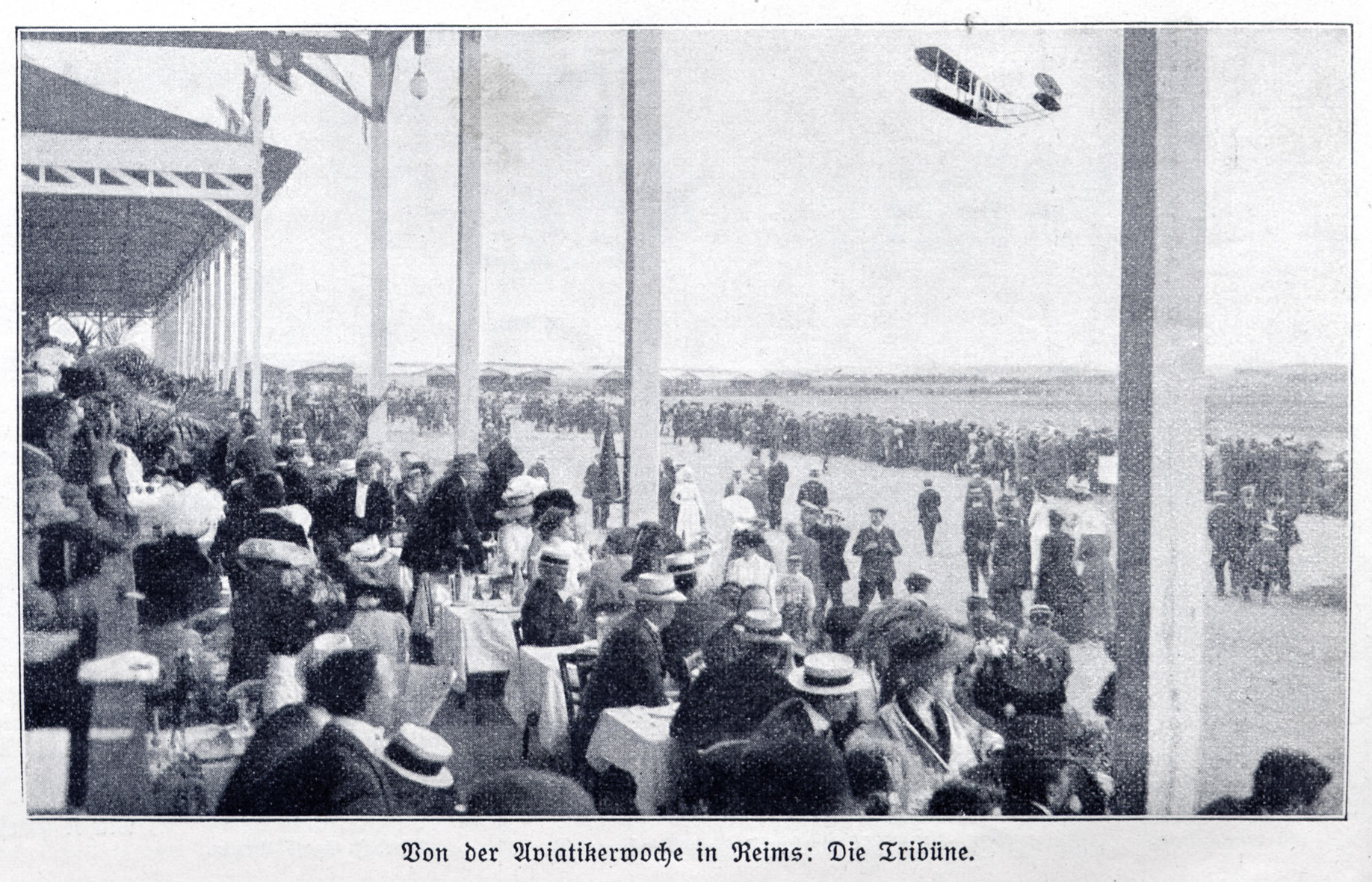
Manifestazione aerea di Reims (Grande Semaine d'Aviation de la Champagne) nell'agosto 1909, un mese dopo la traversata della Manica di Blériot

Il primo spettacolo aereo internazionale pubblico in cui furono presentati e volarono diversi tipi di aeromobili fu la Grande Semaine d'Aviation de la Champagne, tenutasi a Reims dal 22 al 29 agosto 1909. Per questo evento furono organizzate numerose competizioni. La prima edizione della Gordon Bennett Cup per aerei venne vinta da Glenn Curtiss con il suo Curtiss Golden Flyer per il volo più veloce sui 20 km in 15:50,4 min (76,749 km/h). Il primato sul giro del circuito di 10 chilometri venne stabilito da Louis Blériot con il suo Blériot XI a 74,32 km/h. Henri Farman con il suo Farman III, vinse il premio di 50 000 franchi per la lunga distanza, dopo aver volato 180 km. Hubert Latham vinse il premio per l'altitudine raggiungendo una quota di 155 m con un Antoinette VII.
Durante un viaggio in Italia, Franz Kafka e i due suoi amici Max e Otto Brod parteciparono al I circuito aereo di Brescia; spettacolo aereo che si svolse dall'8 al 20 settembre 1909 nei pressi della città italiana, e più precisamente in quello che oggi è l'aeroporto di Brescia-Montichiari. L'articolo Die Airplane in Brescia, da lui pubblicato sul n. 269 del quotidiano praghese Bohemia, nel settembre 1909, è una delle prime descrizioni di aeroplani nella letteratura di lingua tedesca (tradotto in italiano come Gli aeroplani a Brescia) in cui descrive, tra gli altri, Gabriele D'Annunzio e Giacomo Puccini (altre personalità presenti all'evento furono Guglielmo Marconi e Arturo Toscanini).
Il 18 giugno 1911, 40 aerei decollarono da Vincennes vicino a Parigi davanti a più di 400 000 spettatori per un cosiddetto "volo panoramico europeo". Questo aveva dodici stazioni: Liegi, Spa, Venlo (base aerea di Venlo-Herongen), Soesterberg, Gilze en Rijen, Bruxelles, Roubaix, Calais, Dover, Londra, Dover, Calais, Amiens e ritorno a Parigi. Come premio in denaro furono offerti 580.000 franchi francesi. Il denaro è stato essenzialmente raccolto dalle destinazioni di tappa; questi vendevano i biglietti per gli aeroporti.